# Danh sách lăng mộ ở Thung lũng các vị Vua

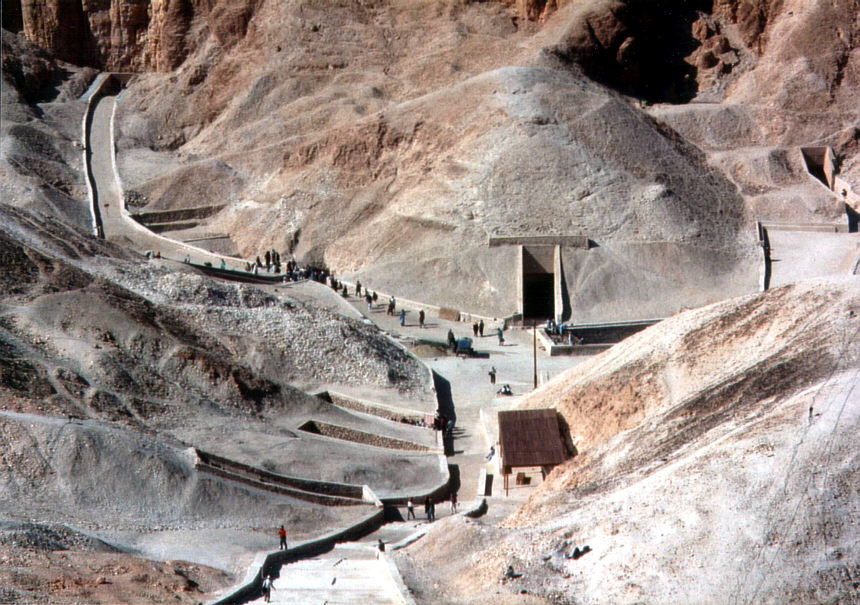
Một góc tại trung tâm thung lũng, xung quanh khu lăng mộ KV62 của Tutankhamun ở Thung lũng phía Đông

Danh sách lăng mộ ở Thung lũng các vị Vua liệt kê tất cả 65 ngôi mộ đã được phát hiện tại Thung lũng các vị Vua. Tuy nhiên, những ngôi mộ này không chỉ thuộc về các vị pharaon mà còn của những người khác. Chỉ có 25 ngôi mộ trong Thung lũng là các ngôi mộ của hoàng gia, 40 ngôi mộ còn lại là của các quan chức có quyền lực trong triều đình, quý tộc và cả động vật. John Gardiner Wilkinson (1797-1875) đã chỉ định thực hiện hệ thống đánh số thứ tự cho những ngôi mộ được tìm thấy trong Thung lũng các vị Vua.

## Số thứ tự vị trí
Tên của các ngôi mộ được đánh số thứ tự và chú thích vị trí bằng các ký hiệu và chữ số như sau:
- KV (ví dụ KV62 của Vua Tutankhamun): là ký hiệu cho các lăng mộ trong Thung lũng các vị Vua (viết tắt của Kings' Valley).
- QV (ví dụ QV66 của Nữ hoàng Nefertari): là lăng mộ nằm trong Thung lũng các Nữ hoàng. (viết tắt của Queens' Valley).
- WV (ví dụ WV23): là lăng mộ của các Pharaon tại Thung lũng phía Tây (viết tắt của West Valley).
- TT (ví dụ TT320): là lăng mộ có nhiều nhánh phòng mộ để cất giữ các xác ướp đang bị xâm hại, đánh cấp hoặc hư hỏng.

## Danh sách

### Thung lũng phía Đông
| Tên ngôi mộ                                                      | Pharaon được chôn cất                           | Vương triều                | Ghi chú |
| ---------------------------------------------------------------- | ----------------------------------------------- | -------------------------- | --- |
| KV1                                                              | Ramesses VII                                    | Vương triều thứ 20         | |
| KV2                                                              | Ramesses IV                                     | Vương triều thứ 20         | |
| KV3                                                              | Một người con trai không rõ tên củaRamesses III | Vương triều thứ 20         | |
| KV4                                                              | Ramesses XI                                     | Vương triều thứ 20         | |
| KV5                                                              | Con trai của Ramesses II                        | Vương triều thứ 19         | Với 120 căn phòng đã được biết và công việc khai quật ở đây vẫn đang được tiến hành, nó có thể là ngôi mộ lớn nhất trong thung lũng. |
| KV6                                                              | Ramesses IX                                     | Vương triều thứ 20         | |
| KV7                                                              | Ramesses II                                     | Vương triều thứ 19         | |
| KV8                                                              | Merenptah                                       | Vương triều thứ 19         | |
| KV9                                                              | Ramesses V và Ramesses VI                       | Vương triều thứ 20         | Còn dược biết với tên Ngôi mộ của Memnon. |
| KV10                                                             | Amenmesse                                       | Vương triều thứ 20         | |
| KV11                                                             | Ramesses III                                    | Vương triều thứ 20         | Cũng được biết đến như là Ngôi mộ của Bruce, Ngôi mộ của Harper. |
| KV12                                                             | Không rõ                                        | 18th và Vương triều thứ 19 | Nó có thể được sử dụng cho mộ của một dòng tộc |
| KV13                                                             | Bay. Sau Amenherkhepshef và Mentuherkhepshef    | 19th và Vương triều thứ 20 | |
| KV14                                                             | Twosret, Sau đó là của Setnakhte                | 19th và Vương triều thứ 20 | |
| KV15                                                             | Seti II                                         | Vương triều thứ 19         | |
| KV16                                                             | Ramesses I                                      | Vương triều thứ 19         | |
| KV17                                                             | Seti I                                          | Vương triều thứ 19         | Also known as Belzoni's Tomb, the Tomb of Apis, or the Tomb of Psammis, son of Necho. |
| KV18                                                             | Ramesses X                                      | Vương triều thứ 20         | |
| KV19                                                             | Mentuherkhepshef                                | Vương triều thứ 20         | |
| KV20                                                             | Thutmose I và Hatshepsut                        | Vương triều thứ 18         | |
| KV21, KV26, KV27, KV28, KV29, KV31, KV33, KV37, KV40, KV44, KV59 | Không rõ                                        | Tân Vương quốc             | Chủ nhân ban đầu của ngôi mộ là Không rõ. |
| KV30                                                             | Không rõ                                        | Vương triều thứ 20         | Known as Lord Belmore's Tomb. |
| KV32                                                             | Tia'a                                           | Vương triều thứ 18         | |
| KV34                                                             | Thutmose III                                    | Vương triều thứ 18         | |
| KV35                                                             | Amenhotep II                                    | Vương triều thứ 18         | Chứa hơn một tá xác ướp, nhiều trong số chúng thuộc về hoàng gia và đã được chôn cất lại về đây. (xem Danh sách). |
| KV36                                                             | Maiherpri                                       | Vương triều thứ 18         | Một quý tộc cấp cao thời Hatshepsut |
| KV38                                                             | Thutmose I                                      | Vương triều thứ 18         | Có lẽ được xây dựng cho Thutmose I bởi Thutmose III. |
| KV39                                                             | Có thể là mộ của Amenhotep I                    | Vương triều thứ 18         | |
| KV41                                                             | Không rõ                                        | Vương triều thứ 18         | Ngôi mộ có lẽ thuộc về Nữ hoàng Tetisheri? |
| KV42                                                             | Nữ hoàng Hatshepsut-Meryetre                    | Vương triều thứ 18         | |
| KV43                                                             | Thutmose IV                                     | Vương triều thứ 18         | |
| KV45                                                             | Userhet                                         | Vương triều thứ 18         | Ngôi mộ của một quý tộc. |
| KV46                                                             | Yuya và Tjuyu                                   | Vương triều thứ 18         | Cha mẹ của Nữ hoàng Tiy. Cho đến khu Ngôi mộ của Tutankhamun được khám phá, ngôi mộ này được bảo quản tốt nhất trong thung lũng. |
| KV47                                                             | Siptah                                          | Vương triều thứ 19         | |
| KV48                                                             | Amenemopet called Pairy                         | Vương triều thứ 18         | Ngôi mộ của một quý tộc. |
| KV49                                                             | Không rõ                                        | Vương triều thứ 18         | Ngôi mộ có lẽ là một phòng chứa. |
| KV50,KV51, KV52                                                  | Không rõ                                        | Vương triều thứ 18         | Ngôi mộ chứa xác của động vật, có lẽ là thú nuôi của Amenhotep II, mộ của ông cũng cạnh bên. |
| KV53                                                             | Không rõ                                        | Tân Vương quốc             | |
| KV54                                                             | Không rõ                                        | Vương triều thứ 18         | Đây có lẽ là kho để tạm xác ướp cho mộ của Tutankhamun. |
| KV55                                                             | Smenkhkare/Akhenaten                            | Vương triều thứ 18         | Ngôi mộ có lẽ là một phòng chứa xác khác, và có thể chứa một vài xác ướp của hoàng gia thời Amarna –Tiy và Smenkhkare/Akhenaten. |
| KV56                                                             | Không rõ                                        | Vương triều thứ 19         | Known as the Gold Ngôi mộ, the original owner of this Ngôi mộ is Không rõ. Items with Pharaon được chôn cất of Ramesses II, Seti II và Tawosret were found. |
| KV57                                                             | Horemheb                                        | Vương triều thứ 18         | |
| KV58                                                             | Không rõ                                        | Vương triều thứ 18         | Known as Chariot Ngôi mộ, the original owner of this Ngôi mộ remains Không rõ. Gold foil contains Pharaon được chôn cấts of Tutankhamen và Ay |
| KV60                                                             | Sitre In                                        | Vương triều thứ 18         | Royal nurse of Hatshepsut |
| KV61                                                             | Không rõ                                        | Tân Vương quốc             | This Ngôi mộ appears to have been unused. |
| KV62                                                             | Tutankhamen                                     | Vương triều thứ 18         | Perhaps the most famous discovery of modern Western archaeology was made here by Howard Carter on ngày 4 tháng 11 năm 1922, with clearance và conservation work continuing until 1932. Tutankhamun's Ngôi mộ was the first royal Ngôi mộ to be discovered that was still largely intact (although Ngôi mộ robbers had entered it), và was for many years the last major discovery in the valley. The opulence of his grave goods notwithstvàing, King Tutankhamun was a rather minor king và other burials probably had more numerous treasures. Some members of the archaeological teams led by Carter và later archaeologists contracted local lethal viruses through food or animals (particularly insects), resulting in the infamous "Curse of the pharaons" modern legend. |
| KV63                                                             | Không rõ                                        | Vương triều thứ 18         | The purpose of this Ngôi mộ is currently Không rõ. |
| KV64                                                             | Nữ ca sĩ Nehmes Bastet                          | Tân Vương quốc             | An unexcavated Ngôi mộ entrance, discovered in July 2008 |
| KV65                                                             | Không rõ                                        | Tân Vương quốc             | An unexcavated Ngôi mộ entrance, discovered in July 2008 Pharaon được chôn cất |
| KVB – KVT                                                        | Không rõ                                        | Tân Vương quốc             | These are non-burial pits, some of which may have been intended as Ngôi mộs, others were probably funerary deposits. |

### Thung lũng phía Tây
| Tên ngôi mộ | Pharaon được chôn cất               | Vương triều        | Ghi chú                                                                                           |
| ----------- | ----------------------------------- | ------------------ | ------------------------------------------------------------------------------------------------- |
| WV22        | Ramesses VII                        | Vương triều thứ 20 | Nó đã được điều tra gần đây nhưng không được mở cửa cho công chúng.                               |
| WV23        | Ay                                  | Vương triều thứ 18 | Ngôi mộ duy nhất được mở cửa cho công chúng tham quan trong Thung lũng phía Tây.                  |
| WV24        | Không rõ                            |                    | Chủ sở hữu ban đầu của ngôi mộ này là không rõ.                                                   |
| WV25        | Chưa dùng                           | Vương triều thứ 18 | Lăng mộ này có thể được chuẩn bị để chôn cất Akhenaten, nhưng nó đã không bao giờ được thực hiện. |
| WVA         | Nơi chứa vật dụng của Amenhotep III | Vương triều thứ 18 | Đây là một căn phòng lưu trữ cho mộ của Amenhotep III, được đặt gần đó.                           |